# Leptodesmus lamellosus
Leptodesmus lamellosus är en mångfotingart som beskrevs av Henri W. Brölemann 1901. Leptodesmus lamellosus ingår i släktet Leptodesmus och familjen Chelodesmidae. Inga underarter finns listade i Catalogue of Life.